# Darko Brašanac
Darko Brašanac (Čajetina, 12. veljače 1992.) je srbijanski nogometaš koji igra na poziciji veznog igrača. Trenutačno igra u španjolskom Leganésu. 

## Karijera

### Klupska
Brašanac je karijeru započeo u Čajetini. Godine 2005. prelazi u beogradski Partizan, s kojim u lipnju 2010. godine potpisuje svoj prvi profesionalni ugovor. Za klub je debitirao u Superligi Srbije, protiv Hajduka iz Kule.
Godine 2011. odlazi na posudbu u Smederevo. 
Godine 2012. vraća se u Partizan i postaje nezamjenjiva karika u svojoj momčadi. 

### Reprezentativna
Brašanac je nastupao za 3 srpske omladinske nogometne reprezentacije. Poslije odličnih partija u 2015. godini u Partizanu, pozvan je u srpsku A reprezentaciju.
Za srpsku reprezentaciju debitirao je u 2:0 pobjedi u kvalifikacijama za 2016. - Europsko prvenstvo u nogometu protiv Armenije u Novom Sadu, 4. srpnja 2015. godine.

## Uspjesi

### Klupski trofeji
Partizan 
- Prvak Srbije (4): 2009./10., 2010./11., 2012./13., 2014./15.
- Kup Srbije (2): 2010./11., 2015./16.

## Vanjske poveznice
- Profil na Transfermarktu
- Profil na Soccerwayu